# ماس‌دیک، بینن‌ماس
ماس‌دیک (به هلندی: Maasdijk) یک منطقهٔ مسکونی در هلند است که در بینن‌ماس واقع شده‌است.